# Montmélian
 Montmélian  es una población y comuna francesa, en la región de Ródano-Alpes, departamento de Saboya, en el distrito de Chambéry y cantón de Montmélian.

## Historia
Importante fortaleza del Ducado de Saboya, fue ocupa por Francia entre (1536-1559), (1600), (1691-1697) y en (1705-1706), año en el que es destruida su ciudadela. De nuevo ocupada por las tropas francesas entre 1792-1814, entregada al Reino de Cerdeña, en el Congreso de Viena. En 1860 pasó definitivamente a Francia.

## Demografía
| 1583 | 2517 | 3585 | 4016 | 3930 | 3926 |
| Para los censos de 1962 a 1999 la población legal corresponde a la población sin duplicidades (Fuente: INSEE [Consultar]) |      |      |      |      |      |